# Cabra del Santo Cristo
Cabra del Santo Cristo – gmina w Hiszpanii, w prowincji Jaén, w Andaluzji, o powierzchni 187,03 km². W 2011 roku gmina liczyła 2034 mieszkańców.